# Весёлый (Горячий Ключ)
Весёлый — хутор в муниципальном образовании «город Горячий Ключ» Краснодарского края России. Входит в состав Кутаисского сельского округа.

## География
Хутор расположен в центральной части края, в юго-восточной части городского округа, на северных склонах западной части Главного Кавказского хребта, у реки Цеце и Камышовая Балка. Проходит автодорога регионального значения «г. Горячий Ключ — г. Хадыженск» (идентификационный номер 03 ОП РЗ 03К-029), выступающая границей с хутором Кура-Цеце.

## История
Согласно Закону Краснодарского края от 10 марта 2004 года № 669-КЗ хутор Весёлый вошёл в состав образованного муниципального образования город Горячий Ключ.

## Население
| 2002 | 2010 |
| ---- | ---- |
| 57   | ↗76  |

Национальный состав
Согласно результатам переписи 2002 года, в национальной структуре населения русские составляли 79 % от 57 жителей.

## Инфраструктура
Социальные объекты в населённом пункте отсутствуют. Развит туризм.

## Транспорт
Доступен хутор автомобильным транспортом.
Остановка общественного транспорта.